# جيك أويمت
جيك أويمت (بالإنجليزية: Jake Ouimet)‏ هو لاعب كرة قدم أمريكي في مركز الهجوم، ولد في 10 فبراير 1973 في هاتفيلد في الولايات المتحدة. لعب مع Maine Black Bears men's soccer ‏.